# Радоставка
Радоставка (укр. Радоставка) — река в Золочевском и Шептицком районах Львовской области Украины. Левый приток реки Стыр (бассейн Днепра).
Длина реки 29 км, площадь бассейна 397 км². Долина слабовыраженная. Пойма заболоченная, шириной до 500 м. Ширина реки 5-10 м, глубина до 1 м. Уклон реки 0,45 м/км.
Истоки расположены на окраине села Заводское. Течёт преимущественно на северо-восток по территории Бродовской равнины (восточная часть Малого Полесья). Впадает в Стыр между сёлами Куты и Станиславчик.